# Giuseppe Asclepi
Giuseppe Maria Asclepi (21 de abril de 1706-21 de julio de 1776) fue un físico y astrónomo italiano. Sacerdote jesuita, dirigió el observatorio de la Pontificia Universidad Gregoriana.

## Vida
Nacido en Macerata, estaba bien instruido en humanidades y ciencias. Enseñó retórica, filosofía y humanidades en Siena, pero se le conoce sobre todo por sus anos (1760-1773) en el Collegio Romano como profesor de matemáticas en la excelente tradición establecida por Cristóbal Clavio. Aunque considerado principalmentecomo matemático, poseía otros muchos intereses e hizo contribuciones notables, si no profundas, en varios campos científicos.
Sobre matemáticas, publicó muy poco: sólo un corto tratado sobre el método de dividir y multiplicar rápidamente por el número once, y un estudio que muestra que las raíces de las ecuaciones, cuyos coeficientes son integrales, son también integrales. En física fundamental, intentó estudiar la moción de los cuerpos en un medio desprovisto de fricción, y la hidrostática de una columna de mercurio sostenida por la presión atmosférica.
En lo que hoy se conoce por meteorología, investigó las pautas de precipitación lluviosa en Siena, y la desviación del polo magnético norte. En el área de las observaciones astronómicas, Asclepi hizo progresos en el estudio sobre los tránsitos de Venus, movimientos de los cometas, medidas micrométricas de los diámetros de los planetas, paralajes solares, desviación anual aparente de la posición de los astros, la oscilación del eje de la tierra, y las distancias de los cuerpos celestiales. La amplitud del alcance de los intereses intelectuales de Asclepi puede calibrarse por el hecho de que publicó un catálogo de plantas y un discurso sobre el sentido del olfato.

## Trabajos
Sus trabajos incluyen:
- De veneris per solem transitu exercitatio astronomica habita in Collegio Romano (Roma, 1761).

- De objectivi micrometri usu in planetarum diametris metiendis. Exercitatio optico-astronomica habita in Collegio Romano a Patribus Societatis Jesu (Roma, 1765).

- De cometarum motu exercitatio astronomica habita in collegio Romano patribus Societatis Jesu.Prid.Non.Septem (Roma, 1769).

## Reconocimientos
- El cráter lunar Asclepi fue nombrado en su honor.[1]